# Friederich Wilhelm Gustav Spörer
Friederich Wilhelm Gustav Spörer (Berlino, 23 ottobre 1822 – Gießen, 7 luglio 1895) è stato un astronomo e insegnante tedesco.
Friederich Wilhelm Gustav Spörer è noto per i suoi studi sulle macchie solari e sui loro cicli: in questo campo il suo nome è ricordato spesso assieme a quello di Edward Walter Maunder.

## Biografia
Spörer si è laureato all'Università di Berlino nel 1843, dopo la laurea ha lavorato all'Osservatorio di Berlino
per due anni, in seguito ha insegnato per ventotto anni in scuole secondarie superiori, per la maggior parte del tempo ad Anklam. Ha avuto sette figli.

## Attività scientifica
Contemporaneamente all'insegnamento si dedicava all'osservazione delle macchie solari che studiò per un periodo di 32 anni. Spörer fu il primo a notare un prolungato periodo, compreso tra il 1645 e il 1715, durante il quale apparvero poche macchie solari, questo periodo è stato chiamato minimo di Maunder. La relazione che lega lo spostamento della latitudine di apparizione sulla superficie solare delle macchie solari durante il ciclo solare, fu scoperta dall'astronomo inglese Richard Christopher Carrington nel 1861, ma è chiamata legge di Spörer in quanto Spörer estese e migliorò il lavoro di Carrington.
Dal 1874 cominciò a lavorare all'Osservatorio astronomico di Potsdam. Nel 1886 divenne socio della Royal Astronomical Society e nel 1889 divenne membro straniero della Società degli spettroscopisti italiani, oggi Società Astronomica Italiana (SAIT).

## Riconoscimenti
Nel 1885 gli fu assegnata il premio Valz dell'Istituto di Francia.
Gli è stato dedicato un cratere sulla Luna: il cratere Spörer ha un diametro di 27 km.
Il periodo di ridotta attività solare compreso tra il 1420 e il 1570 è stato chiamato minimo di Spörer in riconoscimento del grande contributo apportato da Spörer alla conoscenza delle variazioni periodiche e aperiodiche del Sole.
La relazione che lega lo spostamento della latitudine di apparizione delle macchie solari sulla superficie solare, sebbene scoperta da Richard Christopher Carrington è stata chiamata legge di Spörer in suo onore.